# Atelognathus
Atelognathus – rodzaj płazów bezogonowych z rodziny Batrachylidae.

## Zasięg występowania
Rodzaj obejmuje gatunki występujące w Patagonii (skrajnie południowa Argentyna i Chile).

## Systematyka

### Etymologia
Atelognathus: gr. ατελης atelēs „niekompletny, niedoskonały”, od negatywnego przedrostka α- a-; τελειος teleios „idealny, doskonały”; γναθος gnathos „żuchwa, szczęka”.

### Podział systematyczny
Do rodzaju należą następujące gatunki:
- Atelognathus nitoi (Barrio, 1973)
- Atelognathus patagonicus (Gallardo, 1962)
- Atelognathus praebasalticus (Cei & Roig, 1968)
- Atelognathus reverberii (Cei, 1969)
- Atelognathus solitarius (Cei, 1970)